# Catherine Dent
Catherine Grace Dent (Baton Rouge, 14 de abril de 1965) é uma atriz estadunidense de cinema e televisão. Seu primeiro trabalho no cinema foi em Nobody's Fool, de 1994.

## Biografia
Dent nasceu em Baton Rouge, Louisiana, filha de Eleanor Brown e Fred C. Dent, um político. Ela frequentou a North Carolina School of the Arts e graduou-se em 1993. O maior papel de sua carreira veio em 2002 como a detetive Danielle "Danny" Sofer no drama policial The Shield. Ela já atuou em diversas séries de televisão, como The Pretender, The X-Files, The Invisible Man, Law & Order: Special Victims Unit, The Sopranos, Frasier, Judging Amy, CSI: Crime Scene Investigation, Without a Trace, Grey's Anatomy, NCIS e The Mentalist.
É casada e tem um filho. 

## Filmografia
- Magnum PI (2019)
- The Mentalist (2012)
- Touch (2012)
- Chuck (2011)
- Carjacked (2011)
- NCIS (2010)
- Criminal Minds (2009)
- Terminator: The Sarah Connor Chronicles (2008)
- NUMB3RS (2007)
- The Unseen (2005)
- Tides of War (2005) (TV)
- 21 Grams (2003)
- Taken (2002) (TV)
- Auto Focus (2002)
- Venomous (2002)
- The Shield (2002–2008)
- The Invisible Man .... Dr. Elizabeth Randall
- The Majestic (2001)
- It Is What It Is (2001)
- Replicant (2001)
- Someone Like You... (2001)
- The X-Files (1999) Trevor
- March 29, 1979 (1997)
- Jaded (1996)
- Nobody's Fool (1994)